# Mireille Flour
Pour les articles homonymes, voir Flour.
Mireille Flour, née le 29 avril 1910 à Marseille et décédée en 1984, est une harpiste française, naturalisée belge. 

## Biographie
Après des études au conservatoire de Marseille, puis au Conservatoire de Paris, elle sera pendant un demi-siècle une figure marquante de la harpe en Belgique. Soliste de l'Institut national de radiodiffusion (INR) sous la direction de Franz André, elle est également professeur de harpe au Conservatoire royal de Bruxelles dès 1927, formant de nombreux élèves. Elle fonde le Quatuor de harpes Mireille Flour, qui connaît un important succès. 
Son répertoire, très étendu, l'amene à jouer avec de nombreux orchestres. Sa discographie est relativement importante et variée. 
Le compositeur Pierre Bartholomée lui dédie son catalogue de harpes et Joseph Jongen écrit son Concerto pour harpe et orchestre spécialement pour elle, de même que Marcel Tournier lui dédie une de ses compositions.